# Serrat de la Codina (Sant Quirze Safaja)
El Serrat de la Codina, en alguns mapes denominat Serra de la Codina, és una serra del terme municipal de Sant Quirze Safaja, a la comarca del Moianès.
Assoleix una elevació màxima de 779 metres, i està situada en el sector nord-occidental del terme, al nord-est del poble de Sant Quirze Safaja. Està delimitat a l'oest i nord-oest pel torrent de l'Espluga i a l'est i sud-est pel torrent de la Rovireta, que separa aquest serrat de Puigdolena. En el seu extrem sud-occidental es troba la Serra de la Rovireta, de la qual és la continuïtat natural, i en el seu extrem nord-oriental, la Collada.
En la seva part central es troba el Collet de l'Escopeter, i a ponent de la seva meitat sud-occidental, el Camp de l'Escopeter.